# Folldal
Folldal ist eine Kommune im norwegischen Fylke Innlandet. Die Kommune hat 1540 Einwohner (Stand: 1. Januar 2025). Verwaltungssitz ist der gleichnamige Ort Folldal.

## Geografie

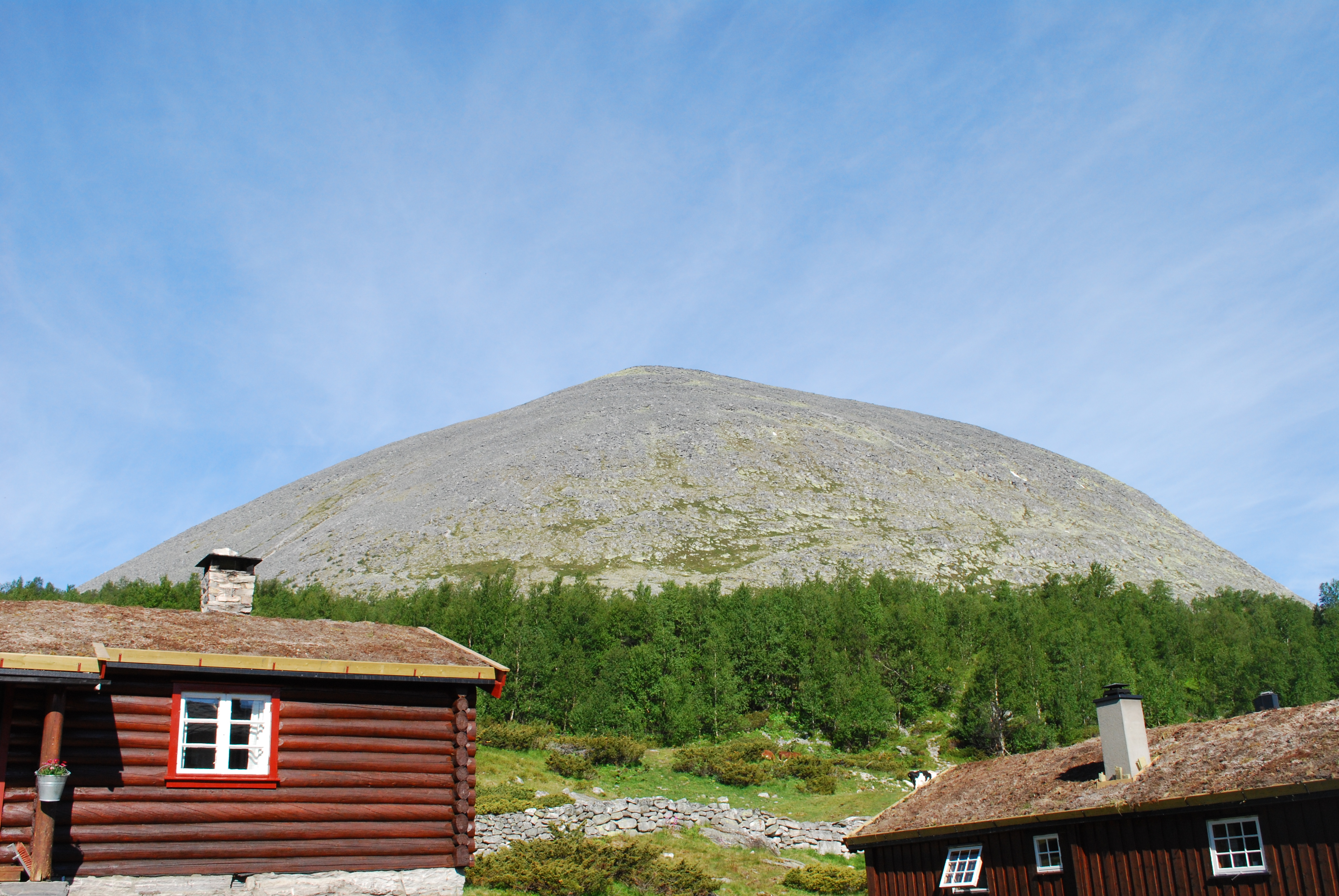
Der Veslsvulten

Die Gemeinde liegt im Norden des Fylkes Innlandet und grenzt an Oppdal im Nordwesten, Tynset im Nordosten, Alvdal im Osten, Stor-Elvdal, Sør-Fron und Sel im Süden sowie Dovre im Westen. Die Grenze zu Oppdal im Nordwesten ist dabei zugleich die Grenze zwischen den Fylkern Innlandet und Trøndelag. In West-Ost-Richtung wird die Kommune vom Fluss Folla, einem Nebenfluss der Glomma, durchflossen. Das zugehörige Flusstal Folldalen bildet das Haupttal der Gemeinde. Es hat mehrere Seitentäler. Im Süden befindet sich die Atna, ein weiterer Nebenfluss der Glomma.
An den jeweiligen Seiten der Täler erheben sich Berge mit Höhen von über 2000 moh. Die Erhebung Rondslottet an der Südgrenze stellt mit einer Höhe von 2178,17 moh. den höchsten Punkt der Kommune Folldal dar. In der Nähe liegt unter anderem auch der Berg Veslsvulten.

## Einwohner
Das Gebiet der heutigen Gemeinde Folldal wurde zu Beginn des 17. Jahrhunderts besiedelt. Durch den Aufbau des Bergbaus Mitte des 18. Jahrhunderts begann die Ansiedlung stärker anzuwachsen. Der Großteil der Einwohner lebt heute im Haupttal der Kommune. Außerhalb dessen leben vor allem im Bereich der Landwirtschaft tätige Personen. In den 1970er-Jahren begannen die Bevölkerungszahlen abzunehmen. Folldal ist der einzige sogenannte Tettsted, also die einzige Ansiedlung, die für statistische Zwecke als eine städtische Siedlung gewertet wird. Zum 1. Januar 2024 lebten dort 509 Einwohner.
Die Einwohner der Gemeinde werden Folldøl genannt. Folldal hat wie viele andere Kommunen der Provinz Innlandet weder Nynorsk noch Bokmål als offizielle Sprachform, sondern ist in dieser Frage neutral.
| Jahr          | 1986 | 1990 | 1995 | 2000 | 2005 | 2010 | 2015 | 2020 | 2025 |
| ------------- | ---- | ---- | ---- | ---- | ---- | ---- | ---- | ---- | ---- |
| Einwohnerzahl | 2110 | 2022 | 1918 | 1814 | 1717 | 1669 | 1597 | 1545 | 1540 |

## Geschichte

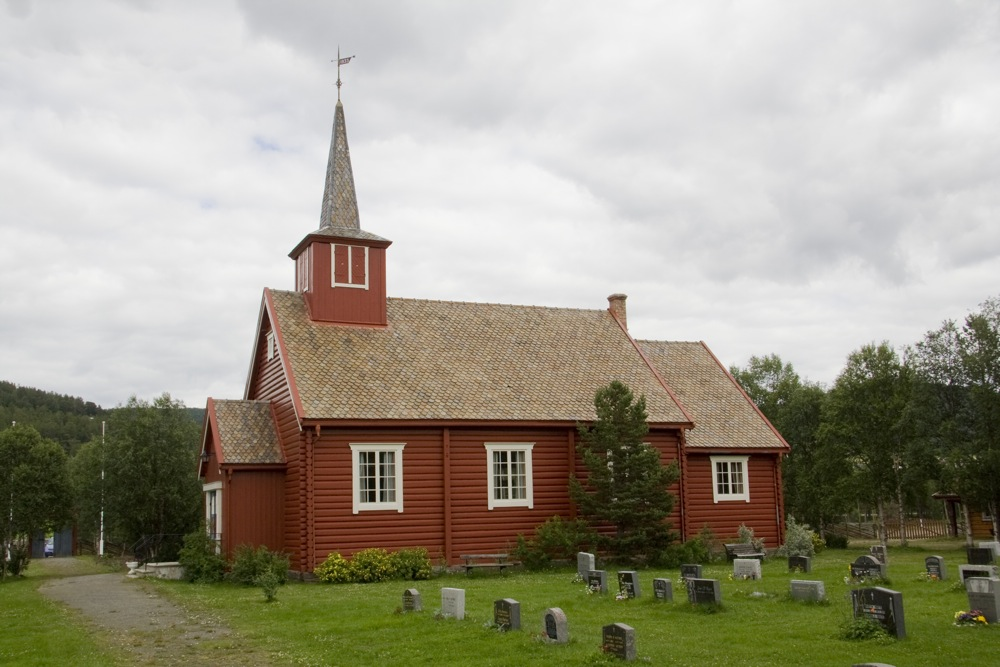
Dalen kyrkje

Die Kommune Folldal entstand durch die Abspaltung von Alvdal zum 1. Januar 1914. Alvdal verblieb dabei mit 2135 Einwohnern, die neue Kommune Folldal hatte 2284. Zum 1. Januar 1970 wurde ein von elf Personen bewohntes Gebiet von Dovre an Folldal überführt. Der Bereich ging zu diesem Zeitpunkt auch vom damaligen Fylke Oppland an das Fylke Hedmark über. Bis zum 31. Dezember 2019 gehörte Folldal zum Fylke Hedmark. Das Fylke ging im Zuge der Regionalreform in Norwegen in die zum 1. Januar 2020 neu geschaffene Provinz Innlandet über.
Das von 1748 bis 1993 betriebene Folldal Verk wurde später in ein Bergwerksmuseum umgebaut. Die Folldal kirke ist eine Holzkirche aus dem Jahr 1882. Die Dalen kyrkje ist ebenfalls eine Holzkirche der Kommune. Sie wurde im Jahr 1933 fertiggestellt.

## Wirtschaft und Infrastruktur

### Verkehr
Durch die Kommune führt in West-Ost-Richtung des Fylkesvei 29. Er verläuft weitgehend parallel zur Follal und durch die Ortschaft Folldal. Etwas westlich der Gemeinde mündet die Straße in die Europastraße 6 (E6). Weiter östlich außerhalb von Folldal mündet der Fylkesvei in den Riksvei 3. Bei der Ortschaft Folldal zweigt der Fylkesvei 27 vom Fylkesvei 29 ab. Diese Straße führt durch den Süden der Gemeinde.

### Wirtschaft

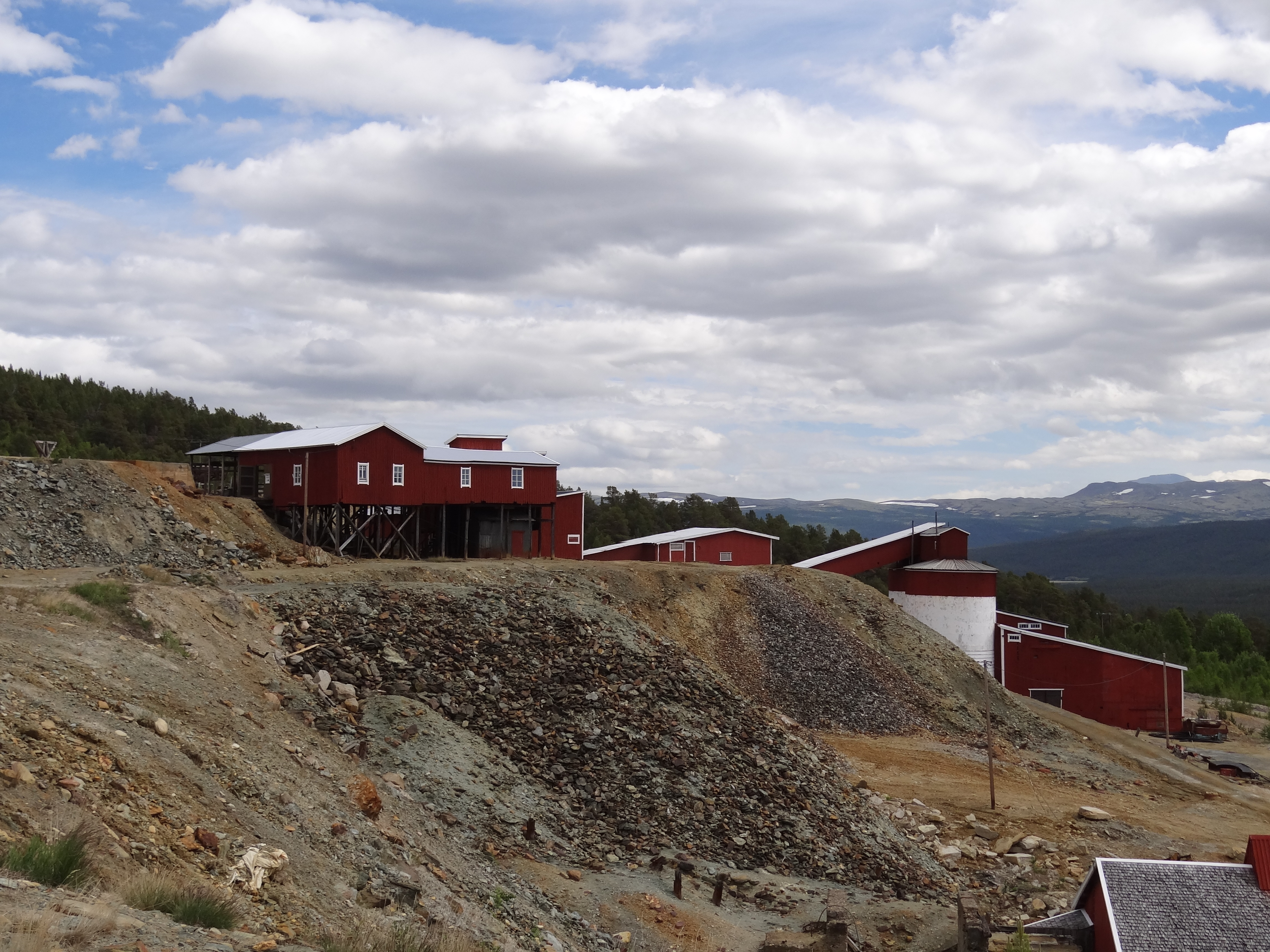
Ehemaliges Abbaugebiet

Bis das Folldal Verk im Jahr 1993 seinen Bergwerksbetrieb einstellte, stellte es den wichtigsten Arbeitgeber dar. Zuletzt operierte das Werk vor allem in der Nachbargemeinde Dovre. Es wurde begonnen, Teile der Gebäude des Werks für andere Produktionen zu nutzen. Die landwirtschaftlich genutzten Flächen werden vor allem als Weiden verwendet, die am weitesten verbreitete Betriebsform in der Landwirtschaft ist die Tierhaltung. Die Alm bei den sogenannten Setern ist weiterhin von Bedeutung. Im Bereich des Tourismus ist die Nähe zu Dovre einer der ausschlaggebenden Faktoren. Im Jahr 2020 arbeiteten von etwa 740 Arbeitstätigen 530 in Folldal selbst, der Rest verteilte sich auf Gemeinden wie Tynset und Alvdal.

## Name und Wappen
Das seit 1988 offizielle Wappen der Kommune zeigt einen goldenen Pickel auf rotem Hintergrund. Das Wappen soll die Landwirtschaft und den Bergbau der Gemeinde darstellen. Der Namen der Gemeinde leitet sich vom Fluss Folla ab, „-dal“ bedeutet „-tal“. Der Name des Flusses wiederum soll sich vom altnordischen Namen Fold ableiten und auf die Breite des Flusses hinweisen.

## Persönlichkeiten
- Olav Odden (1914–1969), Skilangläufer und Nordischer Kombinierer